# 西大沟镇
西大沟镇，是中华人民共和国新疆维吾尔自治区塔城地区乌苏市下辖的一个乡镇级行政单位。

## 行政区划
西大沟镇下辖以下地区：
科克萨拉村、塔克里更村、查干乔龙村、查干拜兴东村、查干拜兴西村、道兰莫墩村、西大沟村、苏里更村、巴音阿蒙村、河坝沿子村、下店村、东戈壁村、扎哈山村、查干敖包村、乌兰祖湖村和二台子村。